# Нойенхенен (Вальдбрёль)
См. также другие значения слова Нойенхенен
Нойенхенен (нем. Neuenhähnen) — отдельное поселение города Вальдбрёль (район Обербергиш, административный округ Кёльн, земля Северный Рейн-Вестфалия, Германия).

## Географическое положение и описание
Поселение удалено от центральной части города примерно на 7 км. Оно расположено в долине водотока Нойенхенер Бах, ориентированной на северо-восток. На востоке расположена вершина Хюльсберг (335 м). На южной стороне посёлка расположен крупный лесной массив, уходящий в сторону реки Зиг. В нём, рядом с посёлком, выделена природоохранная территория «Нойенхенен» (GM-001).
Поселение соединено с соседними населёнными пунктами Гайленкаузен (Обердорф) и Гайленкаузен двумя местными асфальтированными дорогами.
Само поселение  разбросано по холмах и разбито на три небольшие части.

## История

### Первое упоминание
Населённый пункт впервые упоминается в документе 1684 года. Уже тогда он указан как Нойенхенен.

### Крупная авария
26 ноября 1980 года рядом с поселение упал, разбился и сгорел армейский грузовой вертолёт Sikorsky CH53 (GAM 8481). Причина крушения осталась неизвестной. Погибли четверо офицеров. В километре от поселения установлен мемориальный камень с именами погибших.

## Экономическая деятельность
Жители поселения заняты сельским хозяйством, среди отраслей которого выделяется животноводство (разведение крупного и мелкого рогатого скота, птицеводство). Отдельной графой проходит разведение альпак и ослов.

## Галерея

Виды поселения Нейенхенен, апрель 2023
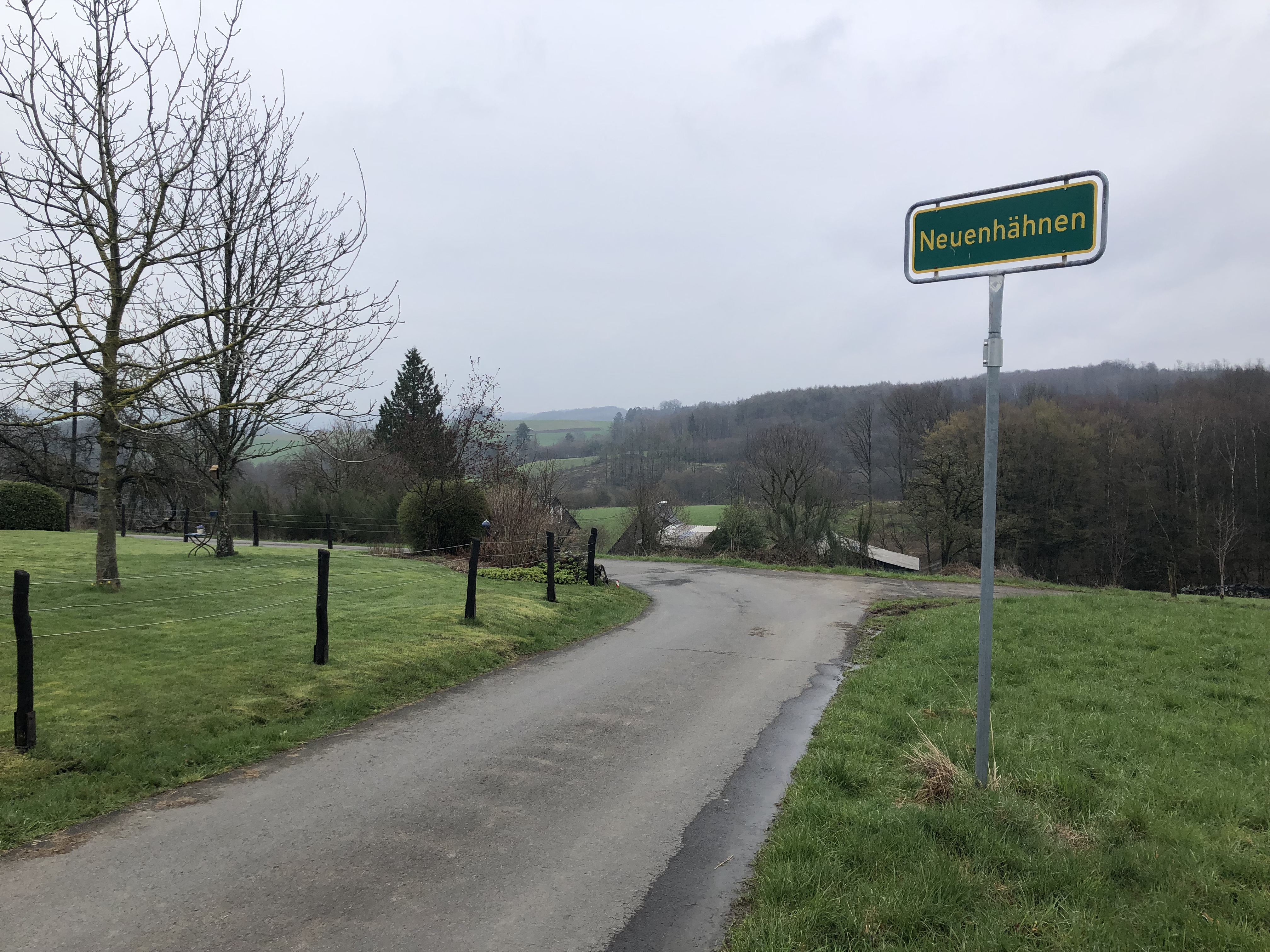
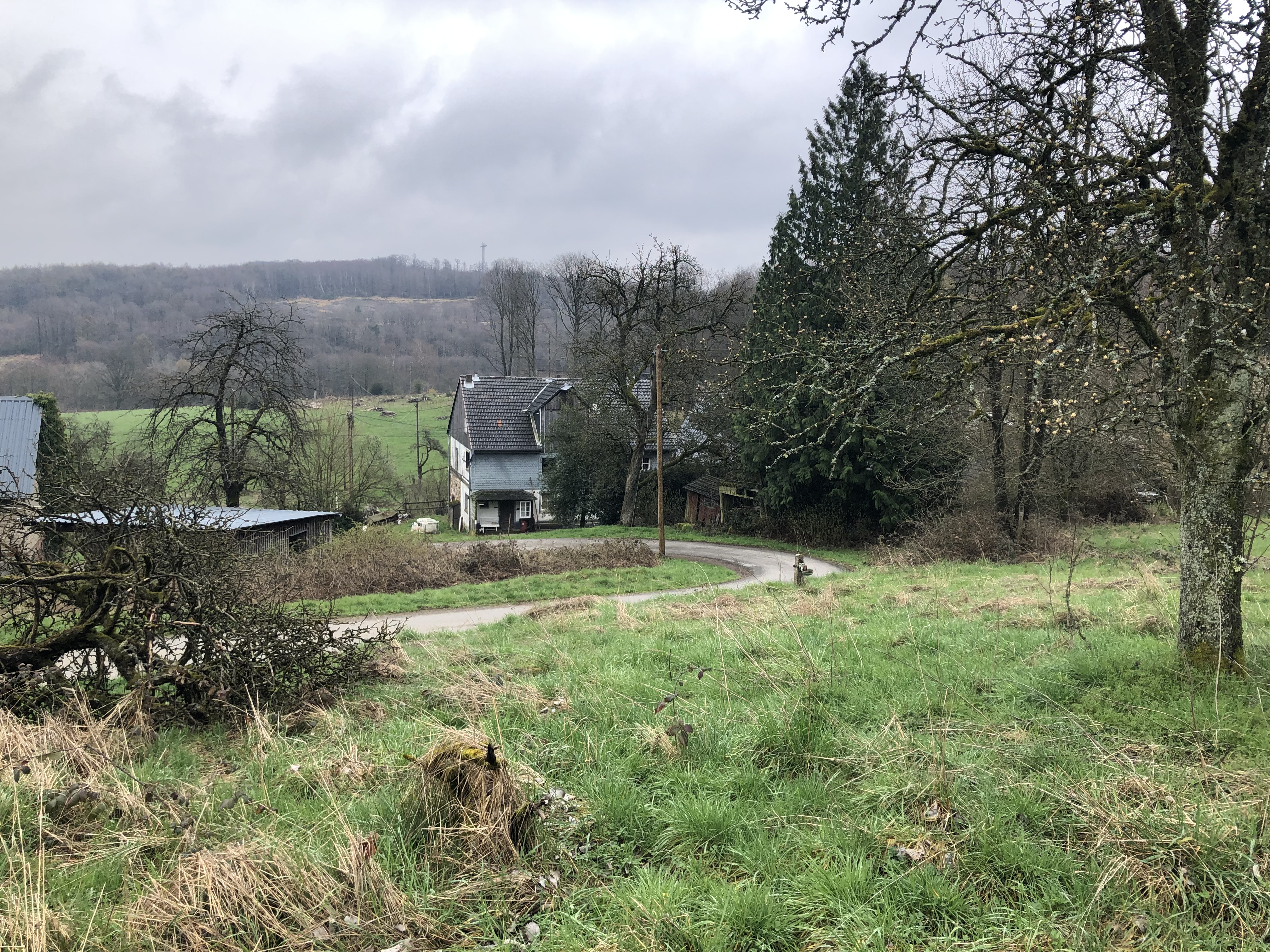
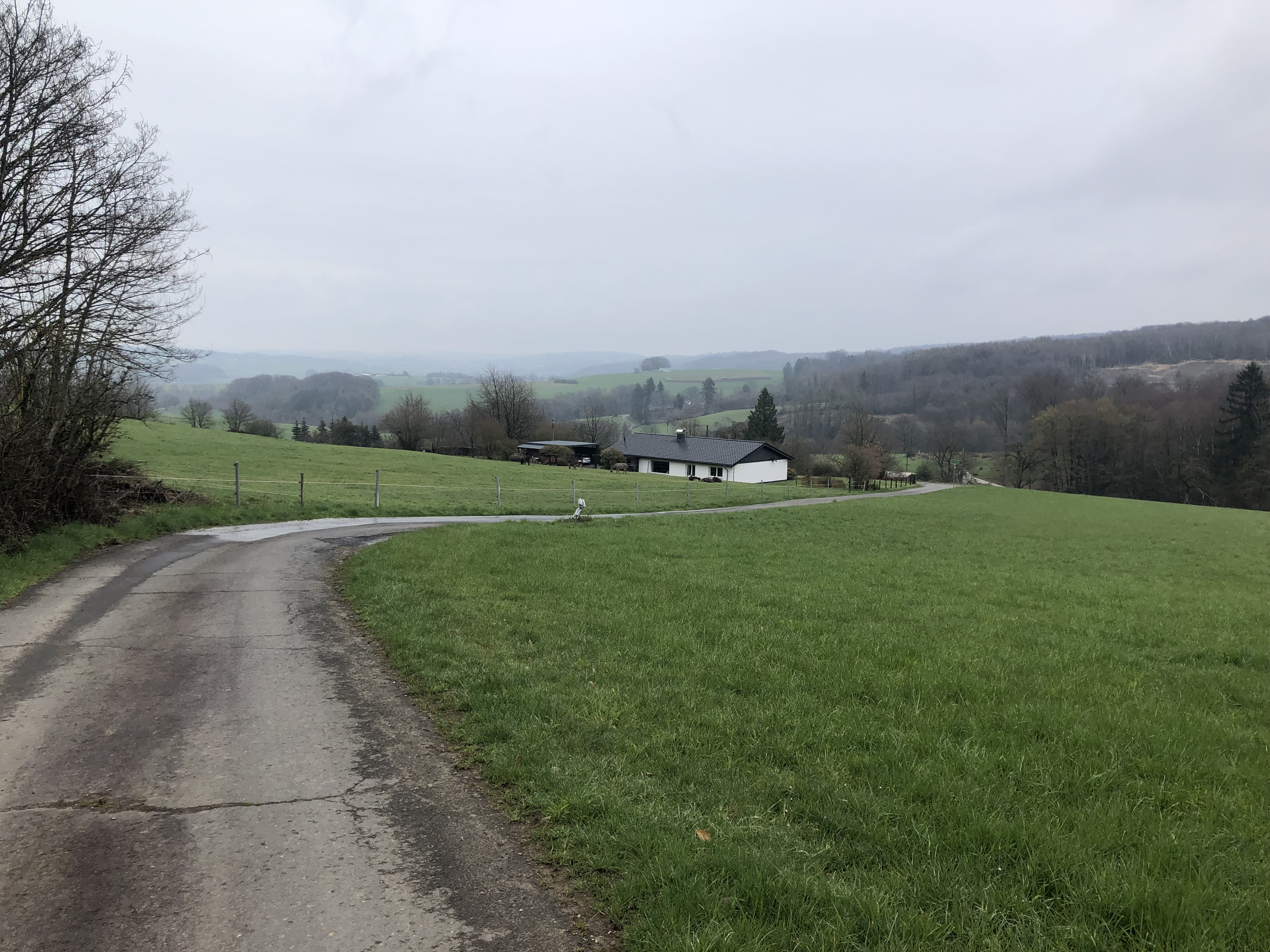
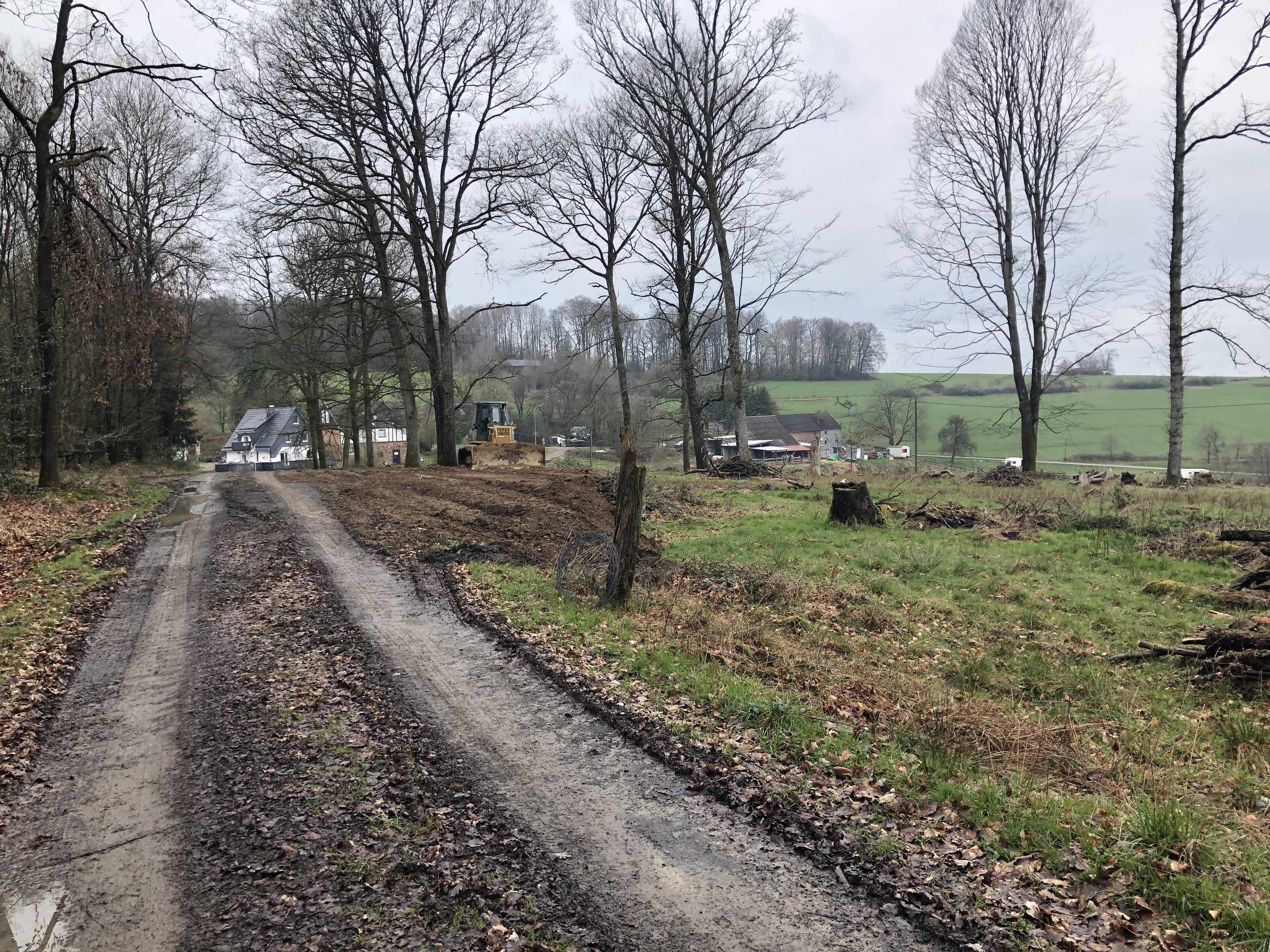
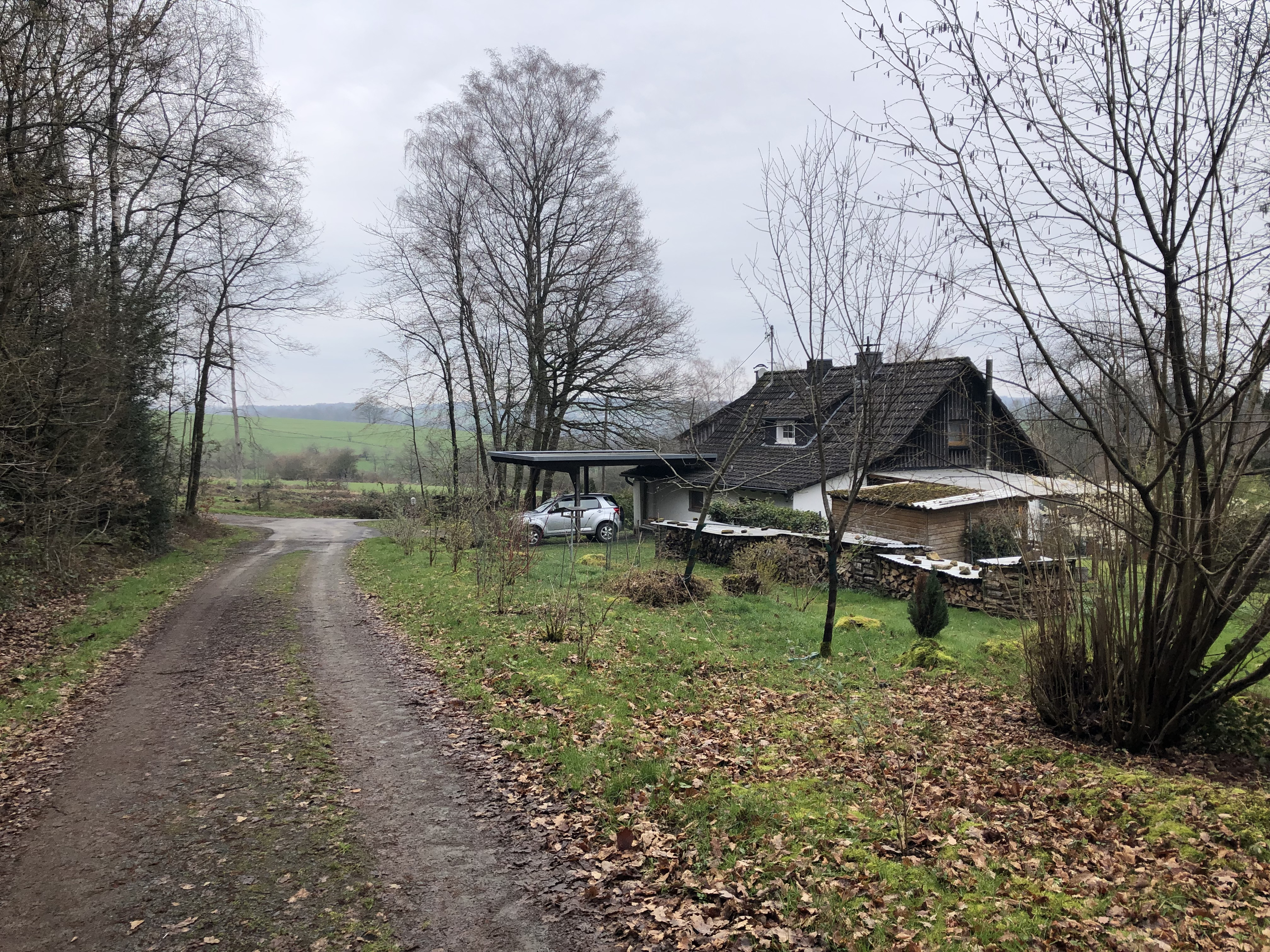

## Печатные издания
- Gottfried Corbach: Geschichte von Waldbröl. Scriba-Verlag, Köln 1973, ISBN 3-921232-03-1, S. 499–538.  (нем.)